# Julie Rydahl Bukh
Julie Rydahl Bukh (* 9. Januar 1982) ist eine ehemalige dänische Fußballspielerin. Die Stürmerin steht seit 2011 wieder beim dänischen Verein Brøndby IF unter Vertrag und spielt für die dänische Nationalmannschaft.

## Vereine
Bukh begann ihre Karriere bei Viborg FF. Zwischen 1999 und 2001 spielte sie bei Vejle BK, ehe sie zu Brøndby IF wechselte. Mit Brøndby wurde sie zwischen 2003 und 2008 sechsmal in Folge dänische Meisterin und gewann 2005 und 2007 den dänischen Pokal. 2009 spielte sie für Linköpings FC und wechselte noch im selben Jahr zum Sydney FC, mit dem sie 2009 die W-League und das Grand Final gewann. Seit 2011 spiel sie wieder für Brøndby IF und gewann noch drei weitere Meisterschaften.

## Nationalmannschaften
Mit der U-17-Mannschaft belegte sie beim Nordic Cup 1998 den dritten und 1999 den ersten Platz, wobei die Entscheidung jedes Mal im Elfmeterschießen fiel.
Mit der U-19-Mannschaft nahm sie 2001 an der U-18-EM teil, bei der die dänische Mannschaft den dritten Platz belegte.
Am 13. März 2001 spielte Bukh in einem Spiel gegen Finnland erstmals in der dänischen A-Nationalelf. Sie nahm an den Europameisterschaften 2001, 2009 und 2013 sowie an der Weltmeisterschaft 2007 teil. In 91 Länderspielen erzielte Bukh 10 Tore.

## Erfolge
- Dänische Meisterin mit Brøndby IF 2003, 2004, 2005, 2006, 2007, 2008, 2011, 2012 und 2013
- Dänische Pokalsiegerin mit Brøndby IF 2005 und 2007
- Australische Meisterin mit Sydney FC 2009
- Australische Grand Final Siegerin mit Sydney FC 2009